# Éric Caritoux
Éric Caritoux (nacido el 16 de agosto de 1960 en Carpentras) es un exciclista francés, profesional entre los años 1983 y 1994, durante los cuales logró catorce victorias.
Descubierto por Jean de Gribaldy, el mayor éxito de su carrera profesional fue la victoria en la Vuelta a España 1984, por solo seis segundos de ventaja sobre Alberto Fernández.

## Palmarés
| 1982 - Tour de Vaucluse, más 1 etapa 1983 - Gran Premio d'Aix-en-Provence - 1 etapa del Tour de Vaucluse 1984 - Vuelta a España, más 1 etapa - 1 etapa de la París-Niza - Tour de Haut-Var 1985 - 1 etapa del Tour del Mediterráneo 1986 - Trofeo de los Escaladores | 1988 - Campeón de Francia en ruta 1989 - Campeón de Francia en ruta 1990 - 1 etapa del Midi Libre 1991 - Tour de Haut-Var 1993 - 1 etapa del Tour de l'Ain |

## Resultados en las grandes vueltas
| Carrera         | 1983 | 1984 | 1985 | 1986 | 1987 | 1988 | 1989 | 1990 | 1991 | 1992 | 1993 | 1994 |
| --------------- | ---- | ---- | ---- | ---- | ---- | ---- | ---- | ---- | ---- | ---- | ---- | ---- |
| Giro de Italia  | -    | -    | -    | -    | 21.º | -    | -    | -    | -    | -    | -    | -    |
| Tour de Francia | 24.º | 14.º | 24.º | 20.º | 23.º | 18.º | 12.º | Ab.  | 17.º | 37.º | 37.º | 22.º |
| Vuelta a España | -    | 1.º  | 6.º  | -    | -    | 11.º | Ab.  | -    | -    | -    | -    | -    |
| Mundial en Ruta | -    | 7.º  | -    | -    | -    | 27.º | -    | -    | -    | -    | -    | -    |

-: no participa

Ab.: abandono

## Equipos
- SEM-France Loire (1983)
- SKIL (1984-1985)
- Fagor (1986-1987)
- KAS (1988)
- RMO (1989-1992)
- Chazal (1993-1994)

- Datos: Q288044
- Multimedia: Éric Caritoux / Q288044